# Condado de Adams (Misisipi)
El condado de Adams (en inglés: Adams County), fundado en 1799, es un condado del estado estadounidense de Misisipi. En el año 2000 tenía una población de 34.340 habitantes con una densidad poblacional de 29 personas por km². La sede del condado es Natchez.

## Geografía
Según la Oficina del Censo, el condado tiene un área total de 1259 km² (486,1 mi²), de la cual 1191 km² (459,8 mi²) es tierra y 68 km² (26,3 mi²) es agua.

## Demografía
En el 2000 la renta per cápita promedia del condado era de $ 25,234 y el ingreso promedio para una familia era de $29,591. El ingreso per cápita para el condado era de $15,778. En 2000 los hombres tenían un ingreso per cápita de $30,260 frente a $20,383 para las mujeres. Alrededor del 25.90% de la población estaba bajo el umbral de pobreza nacional.

## Condados adyacentes
- Condado de Jefferson (norte)
- Condado de Franklin (este)
- Condado de Wilkinson (sur)
- Parroquia de Concordia, Luisiana (suroeste)
- Parroquia de Tensas, Luisiana (noroeste)

## Localidades
Ciudades
- Natchez

Lugares designados por el censo
- Cloverdale
- Morgantown

Áreas no incorporadas
- Morgantown
- Pine Ridge
- Sibley
- Stanton
- Washington

## Principales carreteras
- U.S. Highway 61
- U.S. Highway 65
- U.S. Highway 84/U.S. Highway 98